# Cosmic Vision
Cosmic Vision — третя програма фундаментальних космічних досліджень Європейського космічного агентства (ЄКА) на 2015—2025 рр. Сформульована у 2005 році як «Cosmic Vision: Space Science for Europe 2015—2025» (Космічне бачення: Космічна наука для Європи 2015—2025). Їй передувала програма «Horizon 2000 Plus». Програма передбачає місії в галузі астрономії й досліджень Сонячної системи після 2015 року. Першою місією має стати проєкт «Хеопс» із запуском у 2019 році.

## Історія
Першою програмою космічних досліджень ЄКА на період 1985—2000 років була Horizon 2000. За цією програмою для дослідження комети Чюрюмова — Герасименко було запущено космічний апарат «Розетта» (разом із зондом «Філи»), космічний телескоп «Планк» для дослідження мікрохвильового випромінювання та інфрачервоний телескоп «Гершель», а зонд «Гюйгенс» здійснив приземлення на поверхню Титана. План Horizon 2000 Plus, складений у 1994—1995 роках, був другою програмою ЄКА на період 2006—2015 рр. За цим планом було запущено космічні апарати Gaia, LISA Pathfinder і BepiColombo.
Ініціатива пошуку ідей і концепцій для нової програми була запущена у 2004 році, в результаті якої відбувся семінар у Парижі. Мета заходу — формування конкретного бачення у напрямку астрономії та астрофізики, дослідження Сонячної системи та фізики.
На початку 2006 року були сформовані 4 ключові питання для 10-річної програми:
- Які умови формування планети та виникнення життя?
- Як влаштована та працює Сонячна система?
- Які існують фундаментальні закони Всесвіту?
- Звідки походить і з чого складається Всесвіт?

У березні 2007 було оголошено про пропозиції для програми, які містили 19 астрофізичних місій, 12 місій з фундаментальної фізики та 19 — з дослідження Сонячної системи.

## Проєкти
Крім поділу за науковою метою, проєкти поділяли на класи за вартістю. Спочатку виділяли два класи: L-клас (від англ. Large-size) і M-клас (від Medium-size — середній). На проєкт L-класу виділяється близько 650 млн євро, на проєкт М-класу — 300 млн євро. Планувалося запустити три проєкти М-класу (М1, М2 і М3) в 2017, 2019 і 2022 роках і один проєкт L-класу (L1) — 2020 року.
У березні 2012 року було започатковано серію невеликих проєктів (клас S, від Small-size). На перший проєкт цього класу ЄКА виділяло 50 млн євро, вважаючи, що національний уряд переможців конкурсу також підтримуватиме його. Передбачалося, що проєкт має бути готовим до запуску 2017 року.

## Вибір проєктів

### Проєкти L-класу
Вченою спільнотою було надіслано більше 50 ідей щодо майбутніх проєктів, з яких 17—18 жовтня 2007 року в Парижі були відібрані для подальшого вивчення такі:
- Laplace — дослідження системи Юпітера. На підставі проведених раніше досліджень, вважається, що супутник Юпітера Європа має океан під поверхневим шаром льоду. Цей проєкт мав дати відповідь на питання про наявність життя в океані під шаром льоду, а також зібрати вичерпну інформацію про Юпітер і його супутники. Передбачалося, що коли проєкт буде обрано для реалізації, то він здійснюватиметься у співпраці з НАСА і Агентством аерокосмічних досліджень Японії (JAXA).
- Tandem — проєкт дослідження двох супутників Сатурна: Титана й Енцелада. Спираючись на дані, отримані місією «Кассіні — Гюйгенс», Tandem мав вивчати походження, склад, розвиток, а також астробіологічний потенціал Титана й Енцелада. Проєкт мав складатися з двох частин: космічного апарата, який перебуватиме на орбіті і спускного зонда. Передбачалося, що в разі ухвалення проєкт здійснюватиметься у співпраці з НАСА.
- Cross-Scale — глибоке вивчення плазми навколоземного космічного простору, зокрема, ударної хвилі, турбулентних ділянок та області перез'єднання. У співпраці з Агентством аерокосмічних досліджень Японії (JAXA).
- Marco Polo — повернення на Землю зразка з астероїда (у співпраці з JAXA).
- A dark energy mission — два проєкти, які загалом мали однакову наукову мету — дослідження темної матерії та темної енергії:
  - Dune (Dark UNiverse Explorer) — ширококутна камера для отримання зображень;
  - SPACE — огляд усього неба у ближньому інфрачервоному діапазоні.
- PLATO — проєкт пошуку нових екзопланет методом проходження, а також виміру осциляцій їх батьківських зір.
- Spica — кріогенний телескоп середнього та далекого інфрачервоного діапазону (у співпраці з JAXA).
- XEUS (X-ray Evolving Universe Specroscopy) — рентгенівський телескоп наступного покоління для вивчення фундаментальних законів Всесвіту, а також його утворення. XEUS мав спостерігати орбіти, близькі до горизонту подій чорних дір, використовувати спектроскопію для опису витікання речовини з галактичних ядер під час їх пікової активності, шукати надмасивні чорні діри, картографувати масивні рухи і турбулентність у скупченнях галактик і спостерігати процес зворотного зв'язку, у якому чорні діри випромінюють енергію в галактичних і міжгалактичних масштабах. У спільній розробці рентгенівського телескопа висловили зацікавленість багато міжнародних партнерів.

Ці проєкти-кандидати разом із проєктом спостереження гравітаційних хвиль LISA (його вже було відібрано раніше) мали пройти наступний цикл відбору, який планувалося завершити 2011 року. За його результатами мало бути обрано два проєкти для реалізації. Проміжний відбір передбачалося зробити 2009 року.
2008 року ЄКА спільно з НАСА і JAXA створили координаційну групу для розробки спільного рентгенівського телескопа, який отримав назву International X-ray Observatory (IXO).
У лютому 2009 року на спільному засіданні НАСА та ЄКА було прийнято рішення про підтримку проєкту Laplace, однак наукові цілі проєкту Tandem/TSSM також заслуговували на увагу, тому надалі планувалося опрацьовувати обидва проєкти, хоча Laplace мав вищий пріоритет.
21 грудня 2010 року було відібрано три кандидати на перший проєкт L-класу (L1):
- LISA
- IXO/XEUS
- EJSM/Laplace

Їх концепції було презентовано 3 лютого 2011 року на спеціальному заході в Парижі.
Передбачалося, що остаточний вибір першого великого проєкту (L1) буде зроблено в червні 2011 року. Усі проєкти розроблялися в тісному міжнародному співробітництві, зокрема, важлива у роль у кожному з них належала НАСА. У лютому 2011 року Національна наукова рада США (англ. US National Research Council) опублікувала огляд з астрономії та планетарних досліджень на наступне десятиліття. У ньому передбачалося продовжити співпрацю з ЄКА, проте жоден з проєктів L-класу не було визначено як пріоритетний. Також став відомим проєкт бюджету США і, після консультацій із НАСА, ЄКА зробило висновок, що навряд чи якийсь спільний великий проєкт (L-класу) на початку 2020-х років буде реалізовано. У зв'язку з цим остаточний вибір проєкту L1 було відкладено до лютого 2012 року.
У травні 2012 року Європейське космічне агентство обрало першим проєктом L-класу JUICE (англ. Jupiter Icy Moons Explorer, доопрацьований проєкт Laplace/EJSM). Запуск було заплановано здійснити 2022 року з прибуттям у систему Юпітера 2030 року.
У березні 2013 року розпочався вибір другого та третього проєктів класу L. У листопаді 2013 року було обрано тему «гарячий та енергетичний Всесвіт» для проєкту L2 (із запуском 2028 року) та «гравітаційний Всесвіт» для проєкту L3 (із плановою датою запуску 2034 року). Відповідні проєкти отримали назви ATHENA та ELISA.

### Проєкти M-класу
Проєкти М-класу — це окремі проєкти з бюджетом приблизно 500 млн євро. У результаті першого етапу відбору, було обрано кілька концептів:
- Cross-Scale — глибоке вивчення плазми навколоземного космічного простору, зокрема, ударної хвилі, турбулентних ділянок та області перез'єднання, у співпраці з Агентством аерокосмічних досліджень Японії (JAXA);
- Marco Polo — доставка на Землю зразків з астероїда, у співпраці з Агентством аерокосмічних досліджень Японії;
- Евклід  (об'єднання двох місій — Dune та SPACE) — проєкт космічної обсерваторії для кращого розуміння геометрії темної матерії та темної енергії за допомогою більш точного вимірювання прискорення Всесвіту;
- PLATO — проєкт пошуку нових екзопланет методом проходження, а також вимірювання осциляцій їх батьківських зір;
- SPICA — кріогенний телескоп середнього та далекого інфрачервоного діапазону; у співпраці з Агентством аерокосмічних досліджень Японії, мета проєкту — вивчення формування планет, особливостей Сонячної системи і походження Всесвіту.

У 2008 році в список кандидатів для місій М1 та М2 було додано місію Solar Orbiter — апарат для дослідження Сонця[джерело?]. У лютому 2010 року було зроблено проміжний відбір кандидатів М-класу на користь проєктів Euclid, Solar Orbiter і PLATO. 4 жовтня 2011 року ЄКА оголосило Solar Orbiter та Euclid проєктами М1 та М2.
- M1, Solar Orbiter, апарат для дослідження Сонця, запуск заплановано на лютий 2020 року[13].
- M2, Euclid, дослідження темної енергії і темної матерії, запуск заплановано на лютий 2022 року[14].

Проєкт PLATO не було обрано для реалізації, однак залишено для подальшого опрацювання (з можливістю обрання в подальшому).
У липні 2010 року ЄКА оголосило про прийом пропозицій для третього проєкту М-класу — М3, а 25 лютого 2011 року оголосило про проміжний вибір 4 кандидатів, до яких було додано проєкт PLATO, що залишився після вибору проєктів M1 та M2:
- EChO (Exoplanet Characterisation Observatory) — космічна обсерваторія для вивчення екзопланет;
- LOFT (Large Observatory For X-ray Timing) — вивчення нейтронних зір і чорних дір шляхом виміру змін їх рентгенівського випромінювання;
- MarcoPolo-R — доставка на Землю зразків з астероїда;
- STE-QUEST (Space-Time Explorer and Quantum Equivalence Principle Space Test) — перевірка з високою точністю теорії відносності Ейнштейна і пошук нових фундаментальних складових і взаємодій у Всесвіті;
- PLATO — проєкт пошуку нових екзопланет методом проходження, а також виміру осциляцій їх батьківських зір.

14 лютого 2014 року ЄКА оголосило фіналіста для проєкту М3 — ним став проєкт з пошуку нових екзопланет PLATO.
- M3, PLATO, проєкт з пошуку екзопланет, використовуючи транзитний метод. PLATO буде здатний виявити тверді екзопланети і мати кращу чутливість, ніж його попередники, запуск заплановано на лютий 2026 року[18].

2015 року розпочався перший етап відбору кандидатів для проєкту М4. Для подальшої розробки було обрано 4 кандидати[уточнити]:
- THOR (Turbulence Heating ObserveR) — проєкт, який мав вирішити фундаментальну проблему в фізиці космічної плазми, пов'язану з нагріванням плазми і подальшою дисіпацією енергії[21];
- XIPE (X-ray Imaging Polarimetry Explorer) — проєкт для вивчення рентгенівського випромінювання від високоенергетичних джерел, таких як наднові, релятивістські струмені, чорні діри і нейтронні зорі, щоб дізнатися більше про властивості речовини в екстремальних умовах[21].
- ARIEL — космічна обсерваторія для спостереження за екзопланетами.

20 березня 2018 року ЄКА оголосило фіналіста для проєкту М4 — ним стала космічна обсерваторія ARIEL.
- M4, ARIEL (Atmospheric Remote-Sensing Infrared Exoplanet Large-survey), космічна обсерваторія, що планується до запуску у 2028. Мета — спостереження понад 1000 відомих екзопланет, використовуючи транзитний метод, вивчення й отримання даних щодо хімічної структури й температурного діапазону планет.

Пропозиції до місії M5 були оголошені у квітні 2016 року[джерело?]. У травні 2018 року із 25 пропозицій було обрано три концепти-кандидати для подальшого вивчення:
- SPICA (SPace Infrared telescope for Cosmology and Astrophysics) — космічний телескоп для спостереження космосу в інфрачервоному діапазоні;
- THESEUS (Transient High-Energy Sky and Early Universe Surveyor) — космічний телескоп для дослідження віддалених гамма-спалахів
- EnVision[en] — космічний орбітальний апарат для картографування поверхні Венери.

Остаточний вибір серед них заплановано зробити 2021 року. Запуск заплановано на 2032 рік.

### Проєкти S-класу
Перший проєкт S-класу передбачав фінансування ЄКА у розмірі 50 млн євро. Запит пропозицій було оголошено в березні 2012 року. Надійшло більше 70 пропозицій. У жовтні 2012 року було обрано першу місію S-класу.
Поточний список місій S-класу виглядає таким чином:
- S1, Хеопс, космічна обсерваторія, призначена для вивчення екзопланет; запуск запланований на жовтень-листопад 2019 року[27].
- S2, SMILE, спільна місія ЄКА та Китайської Академії наук для вивчення взаємодії магнітосфери Землі та сонячного вітру. Місія обрана у червні 2015 року з 13 концептів[28], запуск заплановано на 2023 рік[29].

### Проєкти F-класу
Учасники засіданні Наукового комітету ЄКА, яке відбулось 16 травня 2018 року, дійшли згоди про привабливість проєктів «особливої можливості» — F-класу. Ці проєкти орієнтовані на швидке виконання, маса відповідних апаратів має бути не більше тонни і вони будуть запускатися разом із апаратами М-класу (починаючи з М4) щоб розширити коло наукових тем. Інтеграція проєктів F-класу у програму Cosmic Vision потребуватиме збільшення бюджету проєктів класу M.
У червні 2019 року обрано перший проєкт F-класу:
- F1, Comet Interceptor — вивчення довгоперіодичної або міжзоряної комети. Запуск заплановано 2028 року як додаткове корисне навантаження до проєкту M4 ARIEL. Апарат має бути виведено у точку L2 системи «Сонце — Земля», де працюватиме ARIEL. Там він чекатиме комету. Коли її буде знайдено, апарат рушить навздогін і розділиться на три зонди, кожен з яких матиме свій набір інструментів[31].